# Soosiulus regalis
Soosiulus regalis är en insektsart som beskrevs av Young 1977. Soosiulus regalis ingår i släktet Soosiulus och familjen dvärgstritar. Inga underarter finns listade i Catalogue of Life.